# 劉勰
劉 勰（りゅう きょう、生没年不詳）は、南朝斉から梁にかけての官僚・文人。『文心雕龍』の著者として知られる。字は彦和。本貫は東莞郡莒県。前漢の斉悼恵王劉肥の末裔にあたる。

## 経歴
越騎校尉の劉尚（劉秀之の弟の劉霊真の子）の子として生まれた。早くに父を失い、志に篤く学問を好んだ。家が貧しく妻を迎えることができず、沙門の僧祐を頼って、十数年のあいだ居候した。経論に広く通じ、分類して序文をつけた。定林寺の経藏は、劉勰の定めたものであった。『文心雕龍』50篇を編纂し、古今の文体を論じた。
梁の天監初年、奉朝請を初任とし、臨川王蕭宏に召し出されて中軍記室を兼ね、車騎倉曹参軍に転じた。太末県令として出向し、清廉な統治で知られた。南康王蕭績の下で仁威記室となり、東宮通事舎人を兼ねた。舎人を兼ねたまま歩兵校尉に転じた。昭明太子は文学を好んでおり、劉勰の文才を愛して礼遇した。
劉勰は仏教に帰依し、たびたび建康の寺塔や名僧の碑誌の文章を作った。武帝の命により慧震とともに定林寺で経証を編纂し、完成すると出家の許可を武帝に求めた。先だって髭と髪を焼いて覚悟を示しておいたため、武帝も出家を許した。劉勰は寺で得度し、慧地と改名した。1年経たないうちに死去した。

## 著作
- 『文心雕龍』
- 『滅惑論』（『弘明集』巻8）
- 『梁建安王造剡山石城寺石像碑』（『会稽掇英総集』巻16）

以下は帰属不確定。
- 『劉子』（劉昼の作とも）
- 『出三蔵記集』（僧祐（中国語版）の作とも）

## 伝記資料
- 『梁書』巻50 列伝第44
- 『南史』巻72 列伝第62